# أغسطس: مقاطعة أوساج (فلم)
أغسطس: مقاطعة أوساج (بالإنجليزية: August: Osage County) هو فيلم دراما تم إنتاجه في الولايات المتحدة وصدر في سنة 2013. الفيلم من إخراج جون ويلز وكتابة تريسي ليتس. مقتبس من مسرحية تريسي ليتس الشهيرة والحائزة على "جائزة بوليتزر"، والتي تحمل الاسم نفسه. وهو من بطولة ميريل ستريب، جوليا روبرتس، إيوان مكريغور، كريس كوبر وأبيجيل برسلين. فاز الفيلم بجائزتين في مهرجان هوليوود السينمائي، وترشح للعديد من الجوائز الأخرى.

## طاقم التمثيل
- ميريل ستريب في دور فايلوت ويستون
- جوليا روبرتس في بدور باربرا ويستون
- إيوان مكريغور في دور بيل فوردهام
- كريس كوبر في دور تشارلز أيكن
- أبيجيل برسلين في دور جان فوردهام
- جولييت لويس في دور كارين ستون
- مارجو مارتينديل في دور ماتي فاي أيكن
- بينديكت كامبيرباتش في دور تشارلز أيكن
- سام شبرد في دور بيفرلي ويستون

## القصة
تدور أحداث الفيلم في شهر أغسطس في مقاطعة أوساج، حيث يخيل للبعض بأنه شهر عادي مثل أي شهر آخر، ولكن الأمر ليس كذلك بالنسبة لعائلة ويستون، حيث أن بيفرلي ويستون شاعر ومعاقر للخمر. تتأزم الأمور عندما تصاب فايلوت (ميريل ستريب) زوجته بالسرطان وتدمن العقاقير المخدرة. فيقرر بيفرلي تعين خادمة من أجل الاهتمام بفايلوت، وكون الخادمة من أصل هندي فإنها لا تسلم من لسان فايلوت السليط وتعليقاتها المليئة بالعنصرية. وتتفاقم الأمور إلى أبعد حد عندما يختفى بيفرلي عن الأنظار فجأة، وسعياً وراء كشف حقيقة اختفاء بيفرلي تحضر بنات فايلوت الثلاث، فتكشف الأحداث عن جوانب عديدة لهذه العائلة والمشاكل التي تواجه بنات بيفرلي وفايلوت.

## الإصدار

### العرض الرسمي
وقع تصوير الفيلم بين 16 أكتوبر و8 ديسمبر 2012 في ولايات أوكلاهوما، لوس أنجلس وكاليفورنيا وتم عرض الفيلم لأول مرة في مهرجان تورنتو السينمائي في 9 سبتمبر 2013، قبل صدوره في مدن مختارة في 27 ديسمبر عام 2013، يليها عرض واسع في 10 يناير 2014 في الولايات المتحدة. وكان أفرج عنه أيضا في 1 يناير عام 2014 في أستراليا.

### الميزانية والإيرادات
بلغت تكلفة إنتاج الفيلم حوالي 25 مليون دولار بينما حقق أرباحاً تقدر بـ 31.580 مليون دولار.

### ردود الفعل
حصل الفيلم على ردود فعل إيجابية من النقاد فمن خلال 69 مراجعة على موقع الطماطم الفاسدة على حصل على تأييد بلغت نسبته 67%. وتباينت آراء النقاد في موقع ميتاكريتيك حيث حصل على نسبة 59 نقطة من 100 من مجموع 26 مراجعة.

### ترشيحات وجوائز
| السنة | الحدث                      | الفئة                 | الممثل       | النتيجة |
| ----- | -------------------------- | --------------------- | ------------ | ------- |
| 2013  | مهرجان هوليوود السينمائي   | أفضل مجموعة لسنة 2013 |              | فوز     |
| 2013  | مهرجان هوليوود السينمائي   | أفضل ممثلة مساعدة     | جوليا روبرتس | فوز     |
| 2013  | مجتمع ديترويت لنقد الأفلام | أفضل ممثلة مساعدة     | جوليا روبرتس | رُشِّح     |
| 2013  | مجتمع ديترويت لنقد الأفلام | أفضل ممثلة            | ميريل ستريب  | رُشِّح     |
| 2013  | مجتمع ديترويت لنقد الأفلام | أفضل مجموعة           |              | رُشِّح     |
| 2014  | جائزة الأوسكار             | أفضل ممثلة رئيسية     | ميريل ستريب  | رُشِّح     |
| 2014  | جائزة الأوسكار             | أفضل ممثلة ثانوية     | جوليا روبرتس | رُشِّح     |

## وصلات خارجية
- مقالات تستعمل روابط فنية بلا صلة مع ويكي بيانات